# Nancie Banks
Nancie Banks, geboren als Nancy Manzuk (Morgantown (West Virginia), 29 juli 1951 – New York, 13 november 2002), was een Amerikaanse jazzzangeres.

## Biografie
Geboren in Morgantown, West Virginia, zong Banks als kind in een kerkkoor met haar vader en leerde op 4-jarige leeftijd piano van haar moeder. Ze woonde een tijdje in Pittsburgh, verhuisde vervolgens in de jaren 1980 naar New York en studeerde bij Edward Boatner, Barry Harris en Alberto Socarrás en trad op met zowel kleine ensembles als bigbands. Ze trouwde later in het decennium met trombonist Clarence Banks nadat ze lid was geworden van de band van Charlie Byrd, waarvan hij lid was. Onder de muzikanten met wie ze werkte, waren Lionel Hampton, Dexter Gordon, Walter Davis jr., Bob Cunningham, Duke Jordan, Diane Schuur, George Benson, Woody Shaw, Jon Hendricks, Walter Booker, Bross Townsend, Charlie Persip, Walter Bishop jr. en Sadik Hakim.
In 1989 richtte ze haar eigen bigband op en nam ze tussen 1992 en 2001 vier albums op. Ze werkte ook aan soundtracks van films, waaronder Mo' Better Blues (1990) en Housesitter (1992) en in Broadway-musicals zoals Swingin' On a Star. In de jaren 1990 doceerde ze jazz aan de City University of New York.

## Overlijden
Nancie Banks overleed in november 2002 op 51-jarige leeftijd. Haar lichaam werd in haar huis gevonden; de dag dat ze stierf is bekend.

## Discografie
- 1992: Waves of Peace (Consolidated Artists Productions)
- 1994: Bert's Blues (Consolidated Artists Productions)
- 1999: Ear Candy (GFI)
- 2001: Out of It (GFI)

- Library of Congress Control Number: n2010018451
- Virtual International Authority File: 107963572
- WorldCat: E39PBJfcRQjqVqvpgbGf3HQKBP